# Llano, Texas
Llano là một thành phố thuộc quận Llano, tiểu bang Texas, Hoa Kỳ. Năm 2010, dân số của xã này là 3232 người.

## Khí hậu
| Dữ liệu khí hậu của Llano, Texas (1991–2020 normals, extremes 1902–present) | Dữ liệu khí hậu của Llano, Texas (1991–2020 normals, extremes 1902–present) | Dữ liệu khí hậu của Llano, Texas (1991–2020 normals, extremes 1902–present) | Dữ liệu khí hậu của Llano, Texas (1991–2020 normals, extremes 1902–present) | Dữ liệu khí hậu của Llano, Texas (1991–2020 normals, extremes 1902–present) | Dữ liệu khí hậu của Llano, Texas (1991–2020 normals, extremes 1902–present) | Dữ liệu khí hậu của Llano, Texas (1991–2020 normals, extremes 1902–present) | Dữ liệu khí hậu của Llano, Texas (1991–2020 normals, extremes 1902–present) | Dữ liệu khí hậu của Llano, Texas (1991–2020 normals, extremes 1902–present) | Dữ liệu khí hậu của Llano, Texas (1991–2020 normals, extremes 1902–present) | Dữ liệu khí hậu của Llano, Texas (1991–2020 normals, extremes 1902–present) | Dữ liệu khí hậu của Llano, Texas (1991–2020 normals, extremes 1902–present) | Dữ liệu khí hậu của Llano, Texas (1991–2020 normals, extremes 1902–present) | Dữ liệu khí hậu của Llano, Texas (1991–2020 normals, extremes 1902–present) |
| Tháng                                                                       | 1                                                                           | 2                                                                           | 3                                                                           | 4                                                                           | 5                                                                           | 6                                                                           | 7                                                                           | 8                                                                           | 9                                                                           | 10                                                                          | 11                                                                          | 12                                                                          | Năm                                                                         |
| --------------------------------------------------------------------------- | --------------------------------------------------------------------------- | --------------------------------------------------------------------------- | --------------------------------------------------------------------------- | --------------------------------------------------------------------------- | --------------------------------------------------------------------------- | --------------------------------------------------------------------------- | --------------------------------------------------------------------------- | --------------------------------------------------------------------------- | --------------------------------------------------------------------------- | --------------------------------------------------------------------------- | --------------------------------------------------------------------------- | --------------------------------------------------------------------------- | --------------------------------------------------------------------------- |
| Cao kỉ lục °F (°C)                                                          | 96 (36)                                                                     | 100 (38)                                                                    | 100 (38)                                                                    | 105 (41)                                                                    | 108 (42)                                                                    | 112 (44)                                                                    | 115 (46)                                                                    | 113 (45)                                                                    | 112 (44)                                                                    | 105 (41)                                                                    | 94 (34)                                                                     | 93 (34)                                                                     | 115 (46)                                                                    |
| Trung bình ngày tối đa °F (°C)                                              | 62.2 (16.8)                                                                 | 66.0 (18.9)                                                                 | 72.8 (22.7)                                                                 | 80.0 (26.7)                                                                 | 86.1 (30.1)                                                                 | 92.8 (33.8)                                                                 | 96.3 (35.7)                                                                 | 96.8 (36.0)                                                                 | 90.5 (32.5)                                                                 | 81.6 (27.6)                                                                 | 71.2 (21.8)                                                                 | 63.6 (17.6)                                                                 | 80.0 (26.7)                                                                 |
| Trung bình ngày °F (°C)                                                     | 47.9 (8.8)                                                                  | 52.3 (11.3)                                                                 | 59.2 (15.1)                                                                 | 66.7 (19.3)                                                                 | 74.8 (23.8)                                                                 | 81.6 (27.6)                                                                 | 84.5 (29.2)                                                                 | 84.6 (29.2)                                                                 | 78.1 (25.6)                                                                 | 68.2 (20.1)                                                                 | 57.4 (14.1)                                                                 | 49.5 (9.7)                                                                  | 67.1 (19.5)                                                                 |
| Tối thiểu trung bình ngày °F (°C)                                           | 33.6 (0.9)                                                                  | 38.6 (3.7)                                                                  | 45.6 (7.6)                                                                  | 53.4 (11.9)                                                                 | 63.5 (17.5)                                                                 | 70.4 (21.3)                                                                 | 72.8 (22.7)                                                                 | 72.4 (22.4)                                                                 | 65.6 (18.7)                                                                 | 54.9 (12.7)                                                                 | 43.6 (6.4)                                                                  | 35.4 (1.9)                                                                  | 54.2 (12.3)                                                                 |
| Thấp kỉ lục °F (°C)                                                         | −6 (−21)                                                                    | −3 (−19)                                                                    | 14 (−10)                                                                    | 25 (−4)                                                                     | 34 (1)                                                                      | 38 (3)                                                                      | 55 (13)                                                                     | 46 (8)                                                                      | 35 (2)                                                                      | 23 (−5)                                                                     | 15 (−9)                                                                     | −7 (−22)                                                                    | −7 (−22)                                                                    |
| Lượng Giáng thủy trung bình inches (mm)                                     | 1.50 (38)                                                                   | 1.67 (42)                                                                   | 2.43 (62)                                                                   | 2.14 (54)                                                                   | 3.86 (98)                                                                   | 3.27 (83)                                                                   | 1.82 (46)                                                                   | 1.59 (40)                                                                   | 2.34 (59)                                                                   | 3.00 (76)                                                                   | 2.07 (53)                                                                   | 1.88 (48)                                                                   | 27.57 (700)                                                                 |
| Lượng tuyết rơi trung bình inches (cm)                                      | 0.0 (0.0)                                                                   | 0.1 (0.25)                                                                  | 0.0 (0.0)                                                                   | 0.0 (0.0)                                                                   | 0.0 (0.0)                                                                   | 0.0 (0.0)                                                                   | 0.0 (0.0)                                                                   | 0.0 (0.0)                                                                   | 0.0 (0.0)                                                                   | 0.0 (0.0)                                                                   | 0.0 (0.0)                                                                   | 0.0 (0.0)                                                                   | 0.1 (0.25)                                                                  |
| Số ngày giáng thủy trung bình (≥ 0.01 in)                                   | 5.2                                                                         | 5.1                                                                         | 6.0                                                                         | 4.8                                                                         | 6.7                                                                         | 5.2                                                                         | 4.4                                                                         | 4.8                                                                         | 4.9                                                                         | 6.2                                                                         | 5.2                                                                         | 5.4                                                                         | 63.9                                                                        |
| Số ngày tuyết rơi trung bình (≥ 0.1 in)                                     | 0.0                                                                         | 0.0                                                                         | 0.0                                                                         | 0.0                                                                         | 0.0                                                                         | 0.0                                                                         | 0.0                                                                         | 0.0                                                                         | 0.0                                                                         | 0.0                                                                         | 0.0                                                                         | 0.0                                                                         | 0.0                                                                         |
| Nguồn: NOAA                                                                 |                                                                             |                                                                             |                                                                             |                                                                             |                                                                             |                                                                             |                                                                             |                                                                             |                                                                             |                                                                             |                                                                             |                                                                             |                                                                             |